# Frontman

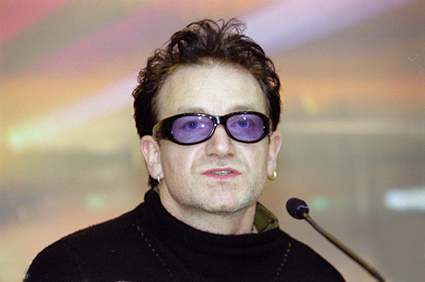
Bono, frontman U2

Frontman je označení pro specifického člena skupiny, nejčastěji hudební. Obvykle se jedná o hlavního zpěváka skupiny (anglicky lead vocalist), který svým výkonem strhává publikum, je zodpovědný za image skupiny, je mediálně nejznámější a nejvyhledávanější. Na vystoupeních bývá v popředí, odsud anglické pojmenování (front = „čelní strana, předek“). Často je také autorem písní, to však není pravidlem. Někdy se celá kapela podle frontmana i jmenuje, do 60. let to bylo zcela běžné (typickým formátem bylo „Jméno frontmana & The XYZ“).
Frontman je zpravidla stálým (někdy jediným stálým) členem dané kapely, v ojedinělých případech však během existence kapely došlo k výměně právě na tomto postu – např. v Genesis nahradil Petera Gabriela Phil Collins, nebo v Pink Floyd se místo Syda Barretta stal frontmanem Roger Waters, resp. posléze David Gilmour. Někdy šlo o vynucenou změnu při úmrtí frontmana – např. Bona Scotta z kapely AC/DC nahradil Brian Johnson.
U některých kapel frontmana nelze definovat – např. Beatles (vedoucí postavení měla dvojice Lennon/McCartney), ABBA a řada dalších. Míra frontmanovy dominance je také různá – u některých kapel jsou ostatní členové zcela upozaděni, u jiných není situace tak jednoznačná (např. Roger Daltrey v The Who, Freddie Mercury v Queen, The Mamas & the Papas).

## Příklady frontmanů
- Paul McCartney (The Wings)
- Till Lindemann (Rammstein)
- Kurt Cobain (Nirvana)
- Ian Anderson (Jethro Tull)
- Billie Joe Armstrong (Green Day)
- Mr. Lordi (Lordi)
- Layne Staley (Alice in Chains, Mad Season)
- Courtney Love (Hole)
- Dave Grohl (Foo Fighters)
- Mark Arm (Mudhoney)
- Eddie Vedder (Pearl Jam)
- Chris Cornell (Soundgarden)
- Ian Curtis (Joy Division)
- Anthony Kiedis (Red Hot Chili Peppers)
- Gerard Way (My Chemical Romance)
- Axl Rose (Guns N' Roses)
- Thom Yorke (Radiohead)
- Mick Jagger (The Rolling Stones)
- Freddie Mercury (Queen)
- Michael Stipe (R.E.M.)
- Jeff Lynne (Electric Light Orchestra)
- Roger Daltrey (The Who)
- Ray Davies (The Kinks)
- Jon Anderson (Yes)
- Ronnie James Dio (Heaven and Hell)
- Dave Gahan (Depeche Mode)
- Bono (U2)
- Petr Janda (Olympic)
- Jiří Macháček (Mig 21)[1]
- Erik Rutan (Hate Eternal)
- Joey Tempest (Europe)
- Chester Bennington (Linkin Park)
- Lauri Ylönen (The Rasmus)
- Jim Morrison (The Doors)
- Jan Toužimský (Arakain)[2]
- Josef Vojtek (Kabát)[3]
- H.P. Baxxter (Scooter)[4]
- Jesse Rutherford (The Neighbourhood)
- Matt Healy (The 1975)
- Ozzy Osbourne (Black Sabbath)
- Oliver Sykes (Bring Me the Horizon)
- Chris Martin (Coldplay)
- Liam Gallagher (Oasis)
- Radek Pastrňák (Buty)
- Robert Nebřenský (Vltava)
- Filip Topol (Psí vojáci)
- Dan Reynolds (Imagine Dragons)
- John Cooper (Skillet)
- Chris Cerulli (Motionless in White)